# Comisión de los Veinte
La Comisión de los Veinte (en catalán, Comissió dels Vint) es la comisión de representantes electorales catalanes que elaboró el anteproyecto de Estatuto de Autonomía de Cataluña de 1979. Aquel anteproyecto fue preparado por una representación de veinte diputados y senadores de las Cortes Generales elegidos en las primeras elecciones democráticas en España tras el franquismo (1977). Son los padres del Estatuto que ha regido en Cataluña durante veintisiete años.

## Origen
La creación de la Comisión tiene su origen en la Asamblea de Parlamentarios de Cataluña, convocada el 15 de junio de 1978, por razones de operatividad, en Madrid. El objetivo era doble, por un lado impulsar el futuro Estatuto de Autonomía de Cataluña y por otro, forzar a la Comisión Constitucional a cerrar el Proyecto de Constitución Española de 1978, votada en efecto el 6 de diciembre de ese año. La sesión presidida por el senador Felip Solé acuerda no esperar a la finalización del trámite parlamentario, el referéndum y la entrada en vigor de la Constitución para comenzar la discusión estatutaria. Se decide, además, elaborar el Estatuto a través de la Asamblea de Parlamentarios catalanes. Se trata, pues, de tomar la iniciativa para no retrasar los trámites de una de las reivindicaciones más sentidas del pueblo catalán. Para hacerlo, se decide crear una comisión de parlamentarios que redacten un anteproyecto. El 3 de julio, reunida nuevamente la Asamblea en Barcelona, se decidió el número y la composición de la misma, con la voluntad de que estuvieran presentes de manera proporcional todas las fuerzas políticas con representación parlamentaria. Sería la Comisión de los Veinte, los padres del Estatuto de Sau. 

## La tarea de la Comisión
La primera reunión de la Comisión se celebró en Barcelona el 1 de agosto de 1978, en el Ayuntamiento de la ciudad. La presidió Andreu Abelló y como vicepresidentes Verde Aldea, Solé Tura, de Sárraga y Alavedra. Aprobaron entre otras cuestiones el método de trabajo y el calendario. La siguiente reunión fue el 8 de septiembre, donde se decidió buscar un lugar fuera de Barcelona para dar un empujón a la redacción del texto, y también para seguir la tradición de denominar las cartas magnas catalanas por el nombre del lugar donde se redactaron, como por ejemplo el Estatuto de Núria de 1932. 
El lugar escogido fue el parador de Sau, cerca de Masías de Roda. Las fechas de reunión fueron del 15 al 18 de septiembre. El establecimiento fue cerrado al público y custodiado por las fuerzas de seguridad. Además de los veinte parlamentarios  había dos secretarias y se sumó Agustí Mercè Varela que ya  había vivido la elaboración del año 1931 en Núria. La estancia fue considerada provechosa  porque en la recta final de la redacción se volvió a repetir una segunda estancia los días 3 al 5 de noviembre. En este segundo encuentro se terminó prácticamente el texto que se presentó ante la Asamblea de Parlamentarios para su aprobación. La Comisión de los Veinte había finalizado su trabajo.
La Asamblea presentó el texto definitivo al presidente Tarradellas el 20 de diciembre. El 29 de diciembre de 1978, apenas 20 días después de la aprobación de la Constitución Española en referéndum, la Asamblea de Parlamentarios catalanes presenta el proyecto de Estatuto en el registro de las Cortes Españolas.

## El contenido del anteproyecto
La ley orgánica del Estatuto de Autonomía con la cual se aprobó, recortado, el proyecto de la Comisión de los Veinte define las instituciones catalanas que se agrupaban bajo el nombre de Generalitat, las competencias que se le otorgaban o se le reservaban y las relaciones con el Estado español. La institución encargada de aprobar, modificar o derogar las leyes, según el Estatuto del 79, sería el Parlamento de Cataluña. 
El Estatuto recortado por las Cortes españolas fue posteriormente aprobado por el pueblo catalán en un referéndum y ratificado por las mismas Cortes Generales el noviembre de 1979. 

## Los componentes de la Comisión[2]
Los padres del Estatuto (la Comisión de los Veinte) fueron: Macià Alavedra (CDC), Miquel Roca (CDC), Laureano López Rodó (AP), Eduardo Martín Toval (PSC), Josep Andreu (PSC), Josep Maria Triginer (PSC), Josep Benet (independiente por el PSUC), Felip Solé (PSC), Jaume Sobrequés (Independiente por el PSC), José Subirats Piñana (PSC), Josep Sendra y Navarro (CDC), Jordi Solé Tura (PSUC), Josep Solé Barberà (PSUC), María Dolores Calvet (PSUC), Josep Verde Aldea (PSC), Marcelino Moreta (UCD), Antón Cañellas (CC-UCD), Joaquim Arana y Peregrino (ERC), Manuel de Sárraga (UCD) y Carlos Güell de Sentmenat (CC-UCD). En el proceso de elaboración del Estatuto tuvieron especial protagonismo los diputados Miquel Roca, Jordi Solé Tura y Eduardo Martín Toval, que formaban el que se denominó la troika que después tuvo que negociar el Estatuto con el Gobierno del Estado y las Cortes españolas.

## Una Comisión olvidada
Algunos historiadores, como Jaume Sobrequés y Andreu Mayayo afirman que la Comisión de los Veinte que redactó el anteproyecto de Estatuto de Autonomía de Cataluña de 1979 que no olvidamos es la Carta Magna ha regido Cataluña en el periodo más largo de libertad desde el 1714, es un comisión olvidada. En otros países como por ejemplo los EE. UU., o como el Estado español sin ir más lejos, han publicitado en cantidad suficiente los nombres de los redactores del texto de su Carta Magna y estos han recibido el reconocimiento institucional y los galardones correspondientes. No sucede el mismo en Cataluña. Nadie conoce los nombres del texto del que redactaron el de Cataluña. Los historiadores citados abogan para revertir este situación.